# Lophocalotes ludekingi
Lophocalotes ludekingi — вид ігуаноподібних ящірок родини агамових (Agamidae). Ендемік Індонезії.

## Поширення та екологія
Dendragama ludekingi мешкають в горах Барісан на заході центральної Суматри. Вони живуть в чагарниковому підліску вологих гірських тропічних лісів. Зустрічаються на висоті від 1000 до 3000 м над рівнем моря. Відкладають яйця.